# Mao-kostym

En stiliserad framställning av Mao-kostymens jacka med smal rund krage.

Mao-kostym är det populära namnet på en kinesisk dräkt som är mer känd i Kina som Zhongshan zhuang: det vill säga Sun Yat-sen-kostym.
Klädedräkten introducerades på 1920-talet i en strävan att ersätta den manchuiska dräkten som burits av män sedan början på Qingdynastin. Det nya snittet användes både i Kuomintangs och kommunisternas uniformer. Efter Folkrepubliken Kinas grundande 1949 blev Maokostym en nationell dräkt för såväl män och kvinnor. Under Kulturrevolutionen slog Mao-kostymen igenom som det vanligaste vardagsplagget i Kina och kom att ses som den politiskt korrekta klädseln för dem som stödde revolutionen. Mao-dräkten behöll denna ställning fram till 1980-talet då Deng Xiaopings reformpolitik ledde till mer varierade klädvanor.